# 布里永府邸
布里永府邸（Hôtel Brion）是一座新艺术运动风格的小型贵族府邸，位于法国下莱茵省省会斯特拉斯堡新城区的rue Sleidan。1975年公布为法国历史遗迹。

## 历史
这座府邸由建筑师奥古斯特·布里永（Auguste Brion ，1861-1940年）于1904年为自己建造。布里永出身于一个与传奇人物弗里德里克·布里翁直接相关的艺术家家族，本人是一位多产的建筑师，在1903年至1905年间，他在同一条街上建造了另外四栋房屋。 这座府邸的装修风格比布里永的大多数作品都更加富丽堂皇。建筑师使用了木骨架和钢筋混凝土墙壁，然后在其表面覆盖石材。1926年至1972年间，布里永府邸被用作真正的旅馆，名为玛格丽特酒店（Hôtel Marguerite）。自1980年以来，它再次成为私人住宅。

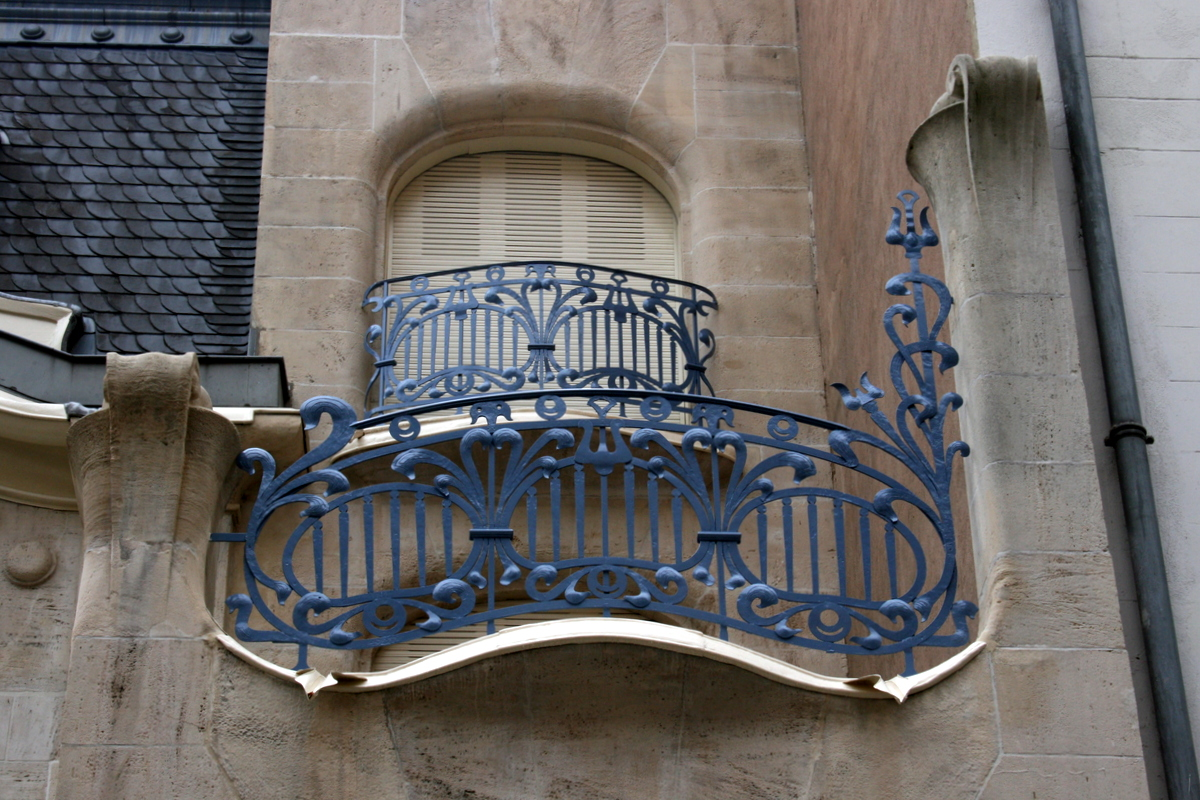
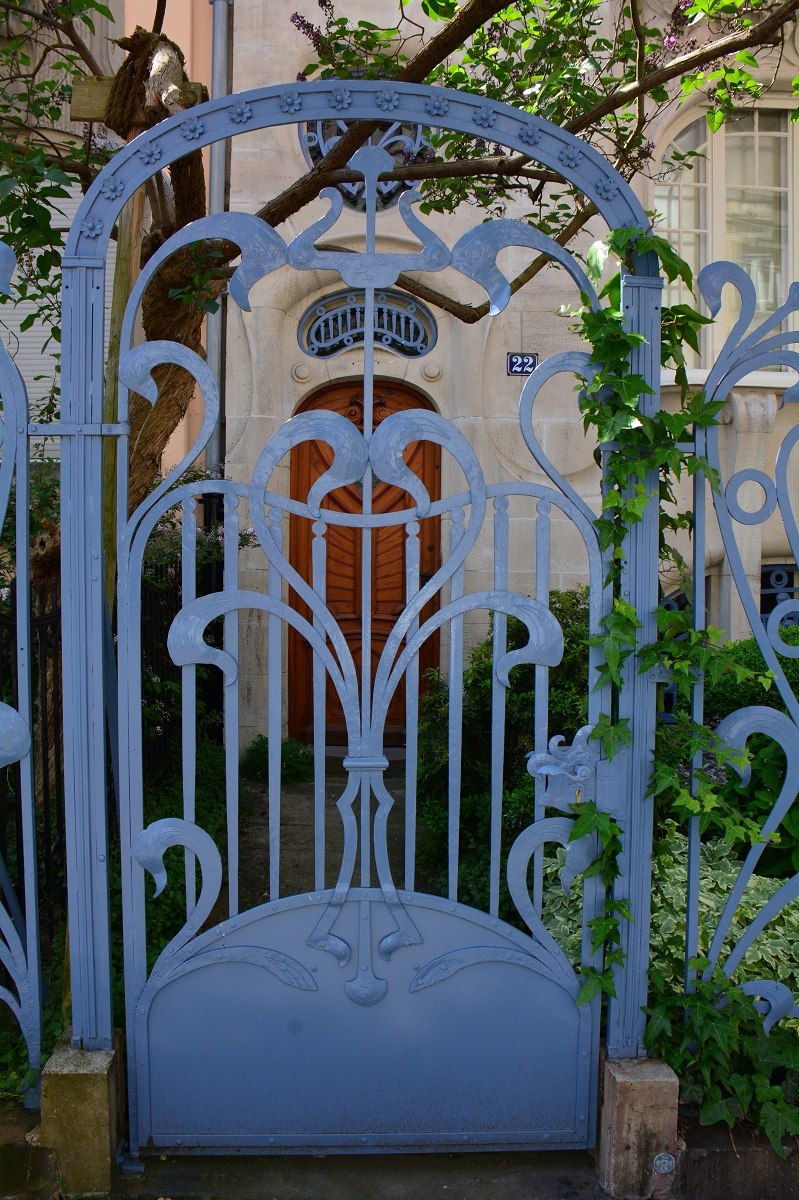
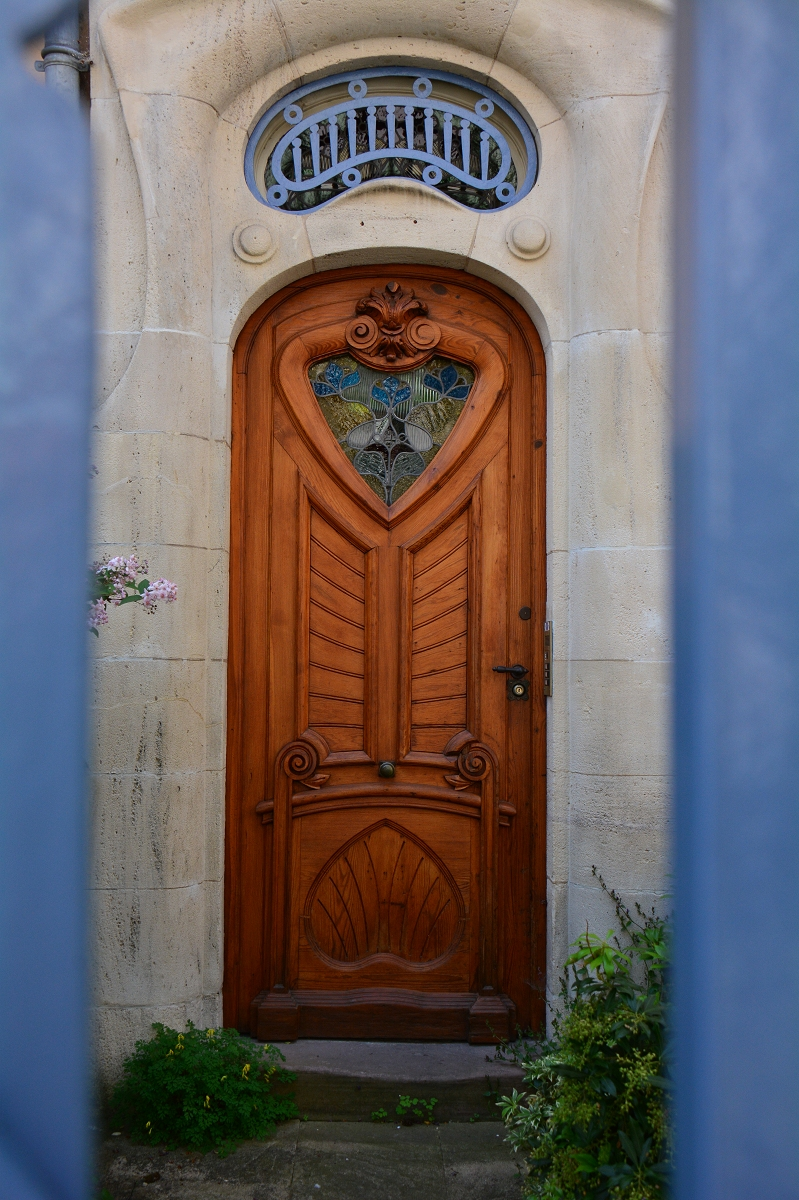
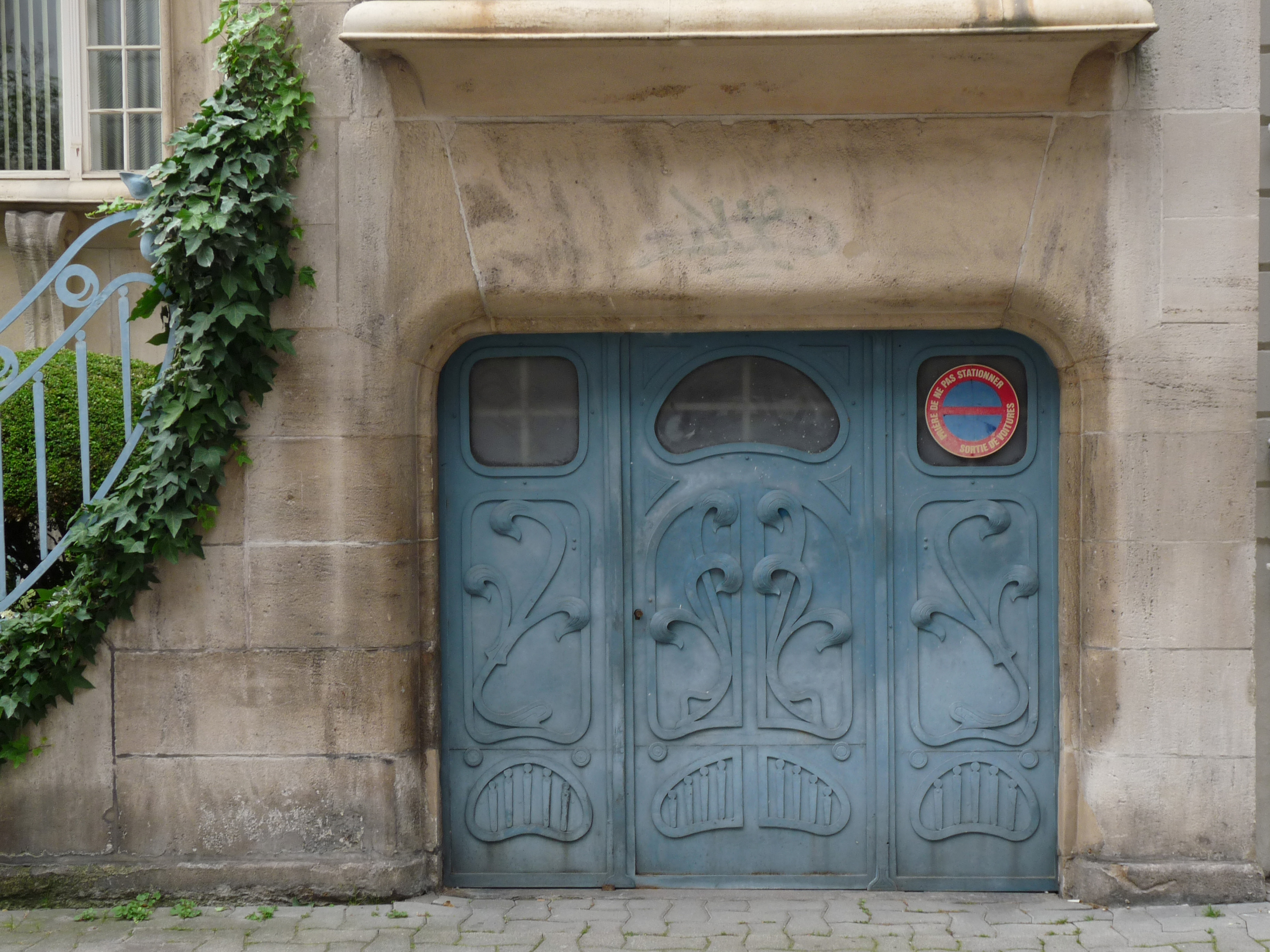
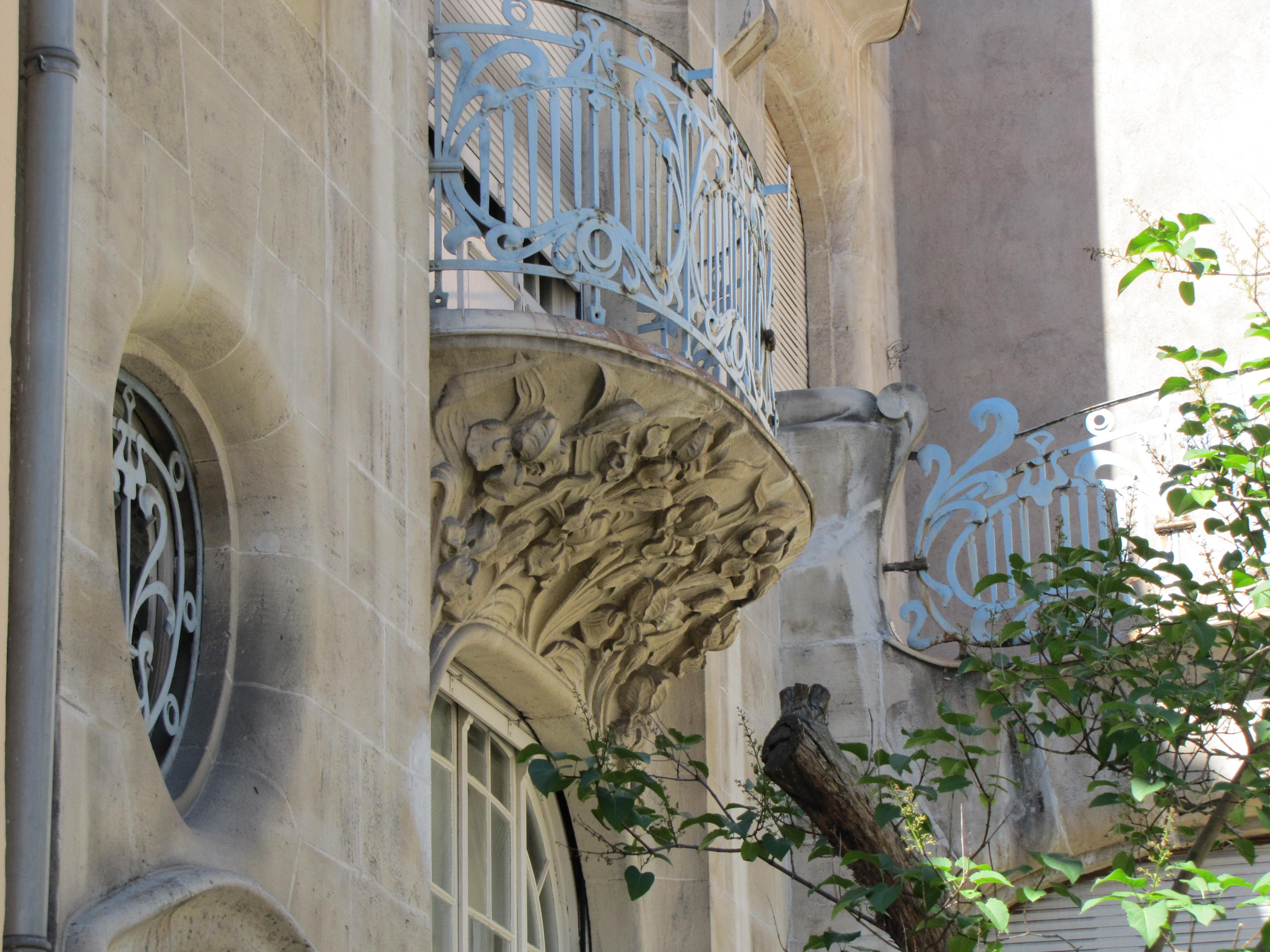
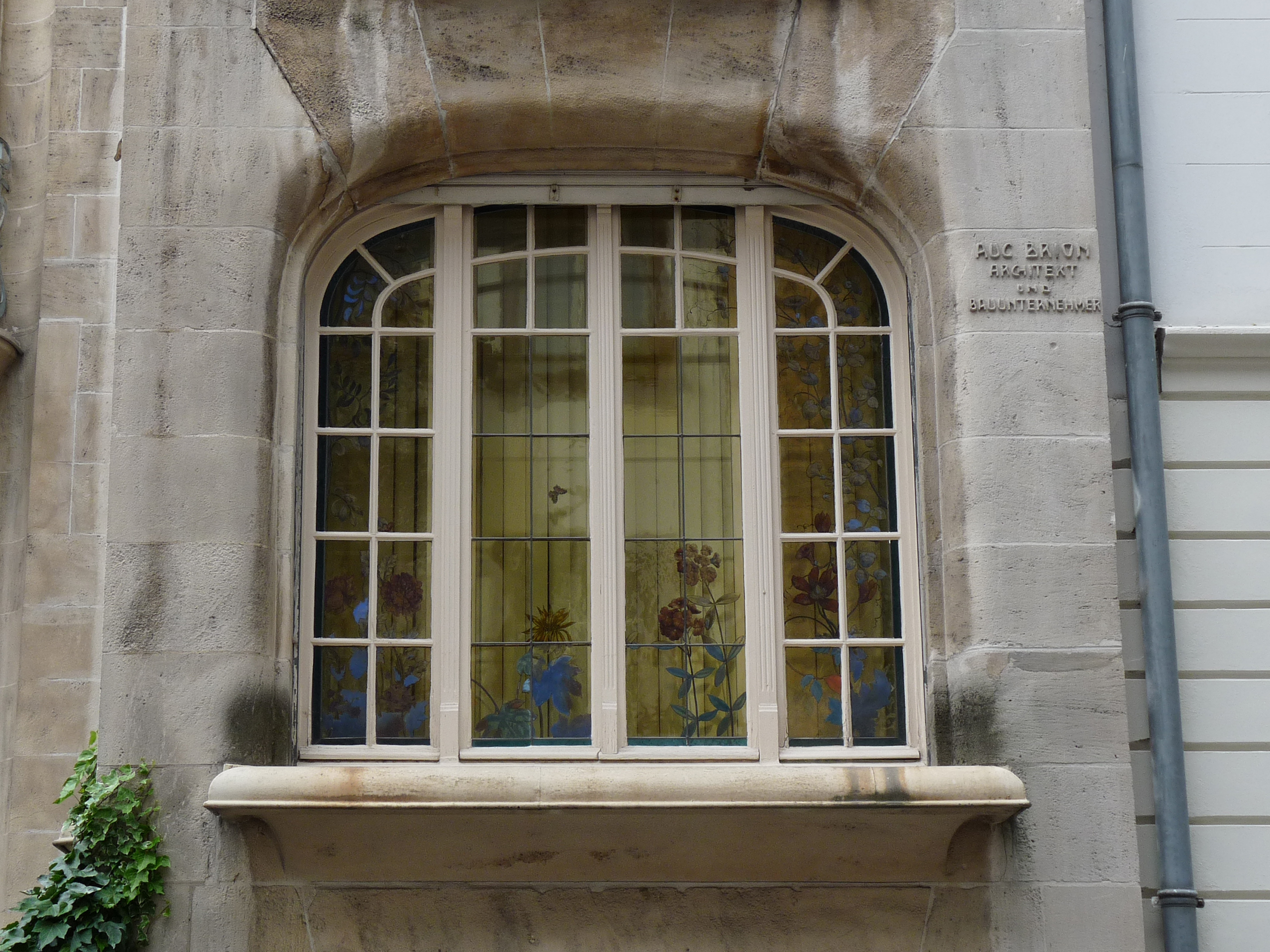